# Strada statale 415 Paullese

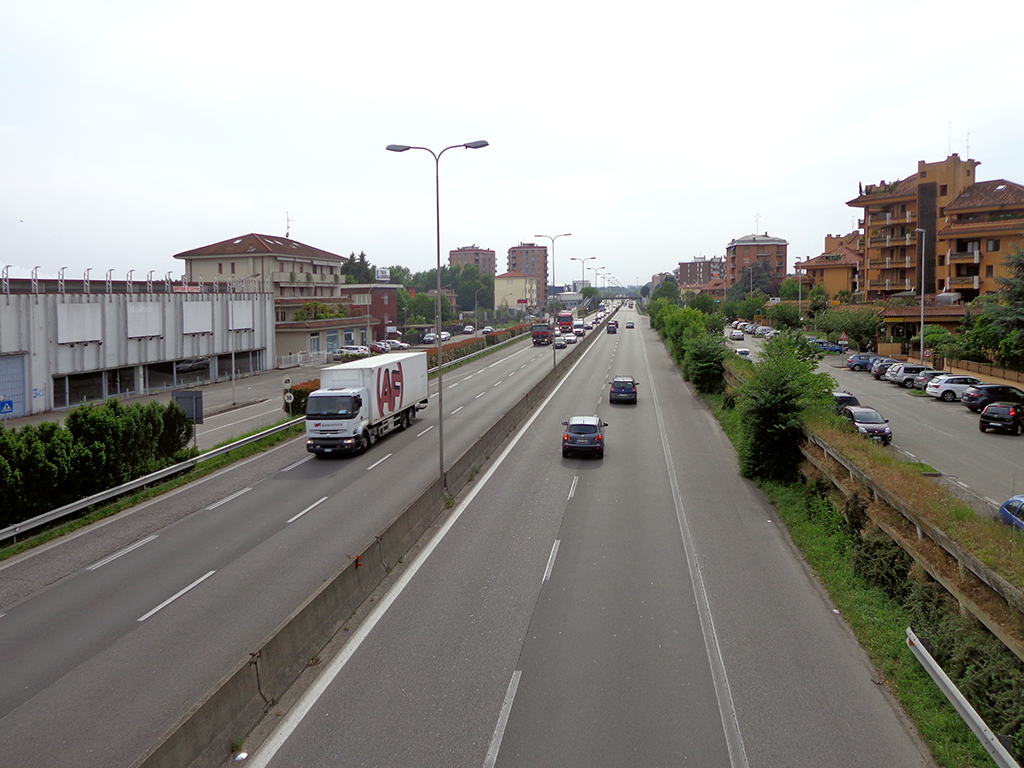
La ex SS 415 nel territorio di Peschiera Borromeo vista in direzione Milano

L'ex strada statale 415 Paullese (SS 415), ora strada provinciale ex strada statale 415 Paullese (SP ex SS 415) nella città metropolitana di Milano e in provincia di Lodi e strada della provincia di Cremona ex strada statale 415 Paullese (SP CR ex SS 415) in provincia di Cremona, è una strada provinciale italiana. È un'importante arteria della Lombardia centrale. Collega Milano a Cremona passando per Crema e Castelleone.

## Storia
I collegamenti tra Cremona e Crema verso Milano si svolgevano fino agli anni cinquanta del XX secolo lungo tracciati viari storici che attraversavano centri abitati. In particolare il tracciato storico della via Paullese era una strada consolare romana, uscente dalla porta Herculea.
In passato erano state avanzate diverse ipotesi per velocizzare i collegamenti tra il cremasco e Milano, in particolare furono proposte soluzioni su rotaia quali una ferrovia diretta agli inizi del Novecento e, negli anni trenta, una tramvia.
Nella seconda metà degli anni cinquanta gli amministratori della provincia di Cremona (in testa l'allora presidente, l'avvocato Giuseppe Ghisalberti, il principale propugnatore) caldeggiarono una nuova arteria che andasse a migliorare e velocizzare i trasporti tra le due province mettendo a disposizione 2 miliardi di lire; il progetto fu stilato dall'ingegner Mauro Rusconi. Contemporaneamente la provincia di Milano affrontava un analogo progetto dal costo di 700 milioni curato dall'ingegner Antonio Berti.
Il tratto di quella che allora veniva chiamata "circonvallazione" di Castelleone e il suo proseguimento fino a Farfengo di Grumello Cremonese ed Uniti fu aperto nel 1958 e servirono 175 milioni per la sua realizzazione.
Nel 1960 veniva aperto un tratto di cinque chilometri da San Pedrengo alla cascina Brusone, parallelo al vecchio tracciato stradale, e costò 180 milioni di lire; sempre in quell'anno fu finanziato con 190 milioni il rettilineo verso Spino d'Adda aperto nel 1962.
L'inaugurazione ufficiale alla presenza del ministro dei lavori pubblici Fiorentino Sullo avvenne il 24 novembre 1962; Sullo nell'occasione annunciò la volontà di statizzare l'infrastruttura e di voler destinare 300 milioni per completare il tratto milanese.
L'ultima tratta tra San Pedrengo e Cremona lunga 1893 metri fu progettata a quattro corsie e finanziata nel 1960 con un preventivo di 135 milioni di lire, poi saliti a 150 e i lavori furono conclusi nel 1963.
La nuova arteria a tre corsie era stata completata in provincia di Cremona, tracciando quasi per intero un nuovo tronco stradale, sfruttando solo in poche occasioni strade esistenti, quali il tratto tra Castelleone e la cascina Oriolo (un rettilineo creato nel 1856), la circonvallazione sud di Crema (dalla cascina Cà delle Mosche al cimitero maggiore, realizzata negli anni 1950/1951) e una buona parte della strada preesistente che partiva da Ombriano e che proseguiva per Pandino via Palazzo Pignano (la "provinciale di Cassano"). Per l'attraversamento del fiume Adda fu utilizzato il ponte in cotto costruito nel 1882.
La nuova "Paullese" rimaneva incompleta, tuttavia, nel milanese anche a causa della crisi politica in atto nell'ente provinciale durata ben 18 mesi e conclusasi nel 1962. Nello stesso anno l'Unione Regionale delle Camere di Commercio intervenne per sollecitarne il completamento. Verso la fine dell'anno il ministro per i lavori pubblici Fiorentino Sullo firmava il decreto per statalizzare la nuova strada. L'ANAS, cui venne affidata la gestione, le diede il numero 415 e il nome di "Paullese" e si impegnò a finanziare con 500 milioni di lire e quindi appaltò i lavori del tratto verso il capoluogo. I lavori vennero conclusi nel 1965: la variante di Zelo Buon Persico e Paullo fu aperta nel mese di novembre e costò complessivamente 700 milioni di lire.
In seguito al decreto legislativo n. 112 del 1998, dal 2001, la gestione passava dall'ANAS alla Regione Lombardia che ne provvedeva il trasferimento dell'infrastruttura al demanio delle province di Milano, Lodi e Cremona per le tratte territorialmente competenti.
La segnaletica (specialmente nel settore cremonese) non è stata aggiornata in modo uniforme. Nel tratto milanese e in quello lodigiano, è segnata come ex SS 415 sugli indicatori di progressiva chilometrica e sui cartelli direzionali. Nel tratto cremasco e nel tratto cremonese è tuttora segnata come SS 415, se si esclude la variante di Santa Maria dei Sabbioni realizzata nel 2002 e quindi posteriore all'entrata in vigore del decreto: su questa breve tratta (3 km) sotto la progressiva chilometrica non vi è indicata alcuna denominazione.
Nel 2006 l'amministrazione provinciale di Cremona in collaborazione con i comuni interessati ha promosso un piano di recupero della vecchia strada, riadattando a pista ciclabile un lungo tratto rimasto per anni in abbandono; tale pista fa parte integrante di un più lungo percorso denominato pista ciclabile Antica Strada Regina.
La strada avrebbe dovuto confluire in un nuovo sistema di gestione regionale: il 10 marzo 2017, infatti, Regione Lombardia e ANAS firmarono un protocollo d'intesa per la fondazione di una società partecipata con il fine di gestire 1.590 km di strade lombarde, tra queste era prevista la ex strada statale 415 "Paullese".

## Criticità
Il progetto non era ancora concluso e si manifestarono già le prime criticità; una di queste era dovuta agli incroci a raso; il quadrivio con
la strada Castelleone-Montodine, ad esempio, fu subito teatro di gravi incidenti che spinsero l'ufficio tecnico del comune di Castelleone a stipulare un accordo con l'amministrazione provinciale per creare curve d'innesto ed aiuole spartitraffico.
Il problema degli incroci con la viabilità preesistente fu spesso tema di discussione per ottenere la necessaria sicurezza (spesso mancavano anche le fonti di illuminazione) e interessò nel corso degli anni un po' tutte le intersezioni, sebbene alcune, per flussi di traffico, furono causa di un numero particolarmente elevato di incidenti, quali il quadrivio con la strada Bergamina (nei pressi di Dovera) già ritenuto pericoloso dalla stampa alla vigilia dell'apertura della "direttissima" e successivamente ribattezzato dalla stessa stampa locale "il crocicchio della morte". Solo nel 1967 si provvide a costruire un rondò (con precedenze per coloro che transitavano sulla Paullese).
Anche il labirintico rondò di Cà delle Mosche fu teatro di molteplici scontri anche mortali e richieste di interventi migliorativi sugli organi di stampa.
Pure la soluzione a tre corsie (le due laterali per i due sensi di marcia, quella centrale per il sorpasso) si rivelò infelice e fu causa di
scontri frontali ed incidenti gravissimi a causa di sorpassi azzardati o vietati. La terza corsia fu abolita nel 1968.

## Sviluppi, modifiche e riqualificazioni
Nel 1968 fu finanziato il progetto della variante della Strada statale 235 di Orzinuovi tra Crema e Offanengo e con la sua realizzazione fu disegnato un nuovo innesto sulla "Paullese" presso la cascina Cà delle Mosche.
Con la costruzione della tangenziale est di Milano negli anni settanta, che nell'ultima parte ricalca il
percorso di via Toledo, alla Paullese fu cambiato il punto di partenza, ovvero dalla stessa tangenziale, creando però una carreggiata
preferenziale di due corsie per senso di marcia (tuttora esistente) per proseguire dalla paullese verso via Mecenate. Inoltre, lo svincolo fu disegnato per permettere un eventuale prolungamento della paullese verso Milano, non più per via Mecenate, ma verso l'ortomercato.
A causa di cedimenti del ponte ottocentesco nel 1983 fu appaltata la costruzione di un nuovo attraversamento dell'Adda concluso nel
1985.
Tra il 1992 e il 1993 furono eliminate cinque intersezioni sulla tratta tra Castelleone e Cremona: a Corte Madama di Castelleone (1 miliardo e 400 milioni), Santa Maria dei Sabbioni (1 miliardo e 400 milioni) e a Farfengo (1 miliardo e 150 milioni) furono innalzati dei cavalcavia. Alla Casetta Rossa (2 miliardi e 700 milioni) e all'incrocio per San Bassano (1 miliardo e 300 milioni) furono realizzati dei sottopassi.
Negli anni ottanta l'espansione urbanistica di Crema rendeva quanto mai necessario un intervento risolutivo dell'attraversamento cittadino, rallentato dagli impianti semaforici e dal traffico verso importanti servizi pubblici (ospedale, tribunale, scuole) sorti lungo l'arteria. Si iniziò a parlare di tangenziale nel 1982 e la sua approvazione fu frutto di una lunga gestazione politica e con i pareri contrari del mondo agricolo. La regione approvò il progetto nel 1988 e i lavori iniziarono nel 1990. La variante fu aperta dopo numerosi ritardi nell'autunno 1993.
Nel corso del primo decennio del 2000 furono intrapresi interventi quali: la rotonda di Pantigliate, all'intersezione con la "Vecchia Paullese" (poi assorbita nei lavori di raddoppio), la rotonda della Cerca a Caleppio di Settala / Mombretto di Mediglia col successivo sovrappasso, precursore dei sopracitati lavori di raddoppio.
L'8 novembre 2002 fu inaugurata la variante di Santa Maria dei Sabbioni, lunga 2,2 km e costata 4.850.000 euro; fu l'ultimo lavoro compiuto in provincia di Cremona a opera dell'ANAS che nel frattempo aveva ceduto la gestione della strada alle province.
Nel 2005 la giunta comunale di Milano guidata da Gabriele Albertini approvò il progetto di un asse di penetrazione urbana in prolungamento della strada Paullese, dalla Tangenziale Est a Rogoredo-Montecity preventivando un primo lotto di 22 milioni di euro terminato nel 2009 mentre nello stesso anno si dava avvio alla progettazione esecutiva del secondo lotto da 37,3 milioni di euro.
Nel 2006 con l'apertura di un centro commerciale alle porte di Cremona (il CremonaPo) fu realizzata una rotonda d'accesso che serve anche al quartiere Cambonino.
In località Costa Sant'Abramo, inoltre, nel 2007 fu completato lo svincolo di innesto del cosiddetto peduncolo inaugurato ufficialmente il 7 marzo 2008. In corrispondenza dello svincolo la Paullese fu lievemente deviata ed il tratto sottoteso di 180 metri fu declassato a strada comunale.
Esistono solo studi progettuali con lo scopo di definire il tracciato della variante all'abitato di Madignano, l'unico attraversamento urbano compiuto dalla Paullese. La provincia di Cremona ha inserito nel PTCP una strada a doppia corsia per senso di marcia con partenza sull'attuale viadotto sul fiume Serio (che andrebbe completamente rifatto) e termine presso la zona industriale di Oriolo. Il Comune di Madignano, nella seduta di consiglio del 27 novembre 2008 indiceva per l'8 febbraio 2009 un referendum consultivo: i cittadini approvavano l'inserimento della variante nel PTCP a maggioranza, col 62% dei votanti a favore ed il 38% contro. Le successive amministrazioni comunali, tuttavia, prendendo atto delle diverse priorità a livello provinciale e regionale (tra le quali il raddoppio della stessa Paullese tra Crema e Milano) manifestarono l'intenzione di riprendere gli studi per un tracciato settentrionale all'abitato.
A seguito di accordi e riqualificazioni sono stati declassati a strade comunali i tratti sottotesi alle tangenziali di Crema e Santa Maria dei Sabbioni nonché il tratto a quattro corsie nel comune di Cremona.
Nell'agosto 2014 fu abbattuto il cavalcavia dello svincolo San Michele lungo la tangenziale di Crema chiuso dal novembre 2013 per un evidente cedimento. Fu ricostruito e riaperto al traffico il 16 febbraio 2015; il ripristino del manufatto costò alla Provincia di Cremona 220.000 euro.

## Il raddoppio
Già nei primi anni sessanta da più parti, soprattutto nel mondo economico, si auspicava il raddoppio a quattro corsie, non tanto per il flusso di traffico verso il capoluogo regionale quanto allo scopo di industrializzare la provincia di Cremona; la Paullese era una delle infrastrutture (l'altra era il canale navigabile Milano-Cremona-Po) considerate strategiche per ampliare il processo di crescita economica in atto a Milano e dintorni verso sud-est.
Nel 1984 si iniziò a parlare di raddoppio da San Donato Milanese al rondò "della Cerca" (la strada provinciale Melegnano-Melzo); l'ANAS inserì l'opera nel piano del 1986, preventivando 59 miliardi di lire ed ipotizzandone altri 29 per raggiungere Spino d'Adda. I fondi furono reperiti usufruendo la somma messa a disposizione in occasione delle Colombiadi, ma i lavori si fermarono durante la realizzazione del sottopasso di Peschiera Borromeo che fu completato e aperto dopo molti anni nel 2000.
Un problema insoluto relativo a questo primo raddoppio è la questione dei semafori di San Donato Milanese, una soluzione inizialmente provvisoria in attesa di fondi per realizzare dei sovrappassi o una nuova bretella tra Peschiera Borromeo e San Giuliano Milanese, ma mai
risolta (fino al 2014). Una delibera della Provincia di Milano dell'agosto 2014 ha posto la realizzazione di cavalcavia nel Piano triennale delle opere pubbliche 2014-2016.
Fu nel 1995 che le province interessate ripresero il progetto per proseguire la riqualificazione volta al raddoppio del tratto compreso tra Crema e Peschiera Borromeo.
I lavori furono messi in cantiere nel primo decennio del 2000. La provincia di Cremona ha raddoppiato il tratto compreso tra Bagnolo Cremasco (innesto tangenziale di Crema) e Dovera (7,2 km), realizzando due viadotti, 20 km di strade secondarie e opere di compensazione: i lavori sono durati tre anni e otto mesi e l'inaugurazione è avvenuta il 26 novembre 2012.
Il 19 dicembre 2012 è stata presentata la riqualificazione del secondo lotto di 7 km (di cui 4 in sede e 3 in variante) compreso tra Dovera e Spino d'Adda, i cui lavori sono iniziati nel mese di luglio 2013. Il raddoppio è terminato ufficialmente il 22 giugno 2015, giorno dell'inaugurazione, ed è costato complessivamente 44,2 milioni di euro (dei quali 41,1 milioni finanziati dalla Regione e 4 milioni dalla Provincia di Cremona). Nell'opera sono inclusi 7 km di strade di servizio.
La provincia di Milano ha riqualificato tra il 2005 (finanziamento dell'opera) ed il 2012 (conclusione dei lavori) un tratto di 5,378 km tra Peschiera Borromeo e Pantigliate. L'inaugurazione è avvenuta il 2 luglio 2012. Il progetto ha previsto, oltre alla trasformazione a quattro corsie della strada, la realizzazione di una galleria a Vigliano di Mediglia, un viadotto pedonale ed opere di compensazione a favore dell'ambiente e dei comuni interessati.
Il secondo lotto di lavori si riferisce al tratto compreso tra il rondò "della Cerca" e Bisnate di Zelo Buon Persico, lungo 7,65 km. Il progetto definitivo del primo stralcio, fino all'intersezione con la Tangenziale Est Esterna di Milano - TEEM, è stato approvato il 20 dicembre 2013. I lavori per le opere accessorie iniziarono nell'anno 2020 e la cantierizzazione del raddoppio fu allestita nel 2021.
Nel 2015 rimane da definire il terzo lotto relativo al ponte sull'Adda; la prima stima dal costo di 26 milioni di euro era in carico alla città metropolitana di Milano; nell'autunno 2014 veniva firmato un protocollo d'intesa per il quale il progetto e la costruzione sarebbero passati alla provincia di Cremona che nei mesi precedenti aveva presentato una soluzione differente volta a raddoppiare il ponte esistente piuttosto che costruirne uno nuovo, con una stima economica inferiore pari a 16,5 milioni di euro. Nel febbraio 2017 il costo dei lavori veniva stimato in rialzo a 18 milioni di euro ipotizzando un cronoprogramma con inizio di lavori nel 2018 ed il termine nel 2020. Tuttavia, bisognò attendere il parere della commissione tecnica di impatto ambientale che pervenne nel mese di dicembre 2021 e fu favorevole, cosicché il Ministero della transizione ecologica diede via libera al progetto.

## Percorso
La strada ha inizio all'uscita Paullo dell'autostrada A51 (tangenziale Est di Milano). I primi 6 chilometri, sino a Peschiera Borromeo, sono a carreggiata doppia (4 corsie), con 2 intersezioni a raso (semaforizzate) presso San Donato Milanese e altre provviste di cavalcavia, tra San Donato e Peschiera Borromeo. A San Donato inoltre è accessibile direttamente dalla strada il parcheggio ATM connesso con il capolinea della linea gialla della metropolitana milanese.
A Peschiera Borromeo è presente un incrocio a livelli sfalsati (sottopassaggio con rotonda in superficie). A Luglio 2012 sono terminati una parte dei lavori di riqualificazione che hanno prolungato la doppia corsia per senso di marcia fino a dopo Pantigliate, introducendo un nuovo sottopassaggio all'altezza di Pantigliate/Mombretto (Mediglia). Qui il nuovo sistema di rotatorie introdotto assieme al nuovo sottopassaggio realizza un'importante intersezione con la SP15 della città metropolitana di Milano Paullese Vecchia, in contrapposizione della ex statale detta anche Paullese Nuova. Successivamente si giunge a un altro importante snodo a livelli sfalsati; si tratta del cavalcavia con incrocio a rotatoria sottostante, con la SP 39 Cerca, antica circonvallazione est di Milano; subito dopo si tocca la zona industriale di Caleppio, nel comune di Settala. Si oltrepassano, senza attraversarli, i centri di Paullo e Zelo Buon Persico, quest'ultimo in territorio lodigiano, (sempre a doppia carreggiata con 2 corsie per senso di marcia)  dove c'é I'll bivio con l'A58 (TEEM) e confluisce nuovamente la "Paullese vecchia", prima del ponte sul fiume Adda (in località Bisnate) che costituisce il confine tra il territorio lodigiano e la Gera d'Adda.
La strada, se da un lato evita l'attraversamento di Paullo, Zelo e Spino, deve subire un semaforo nel secondo comune, il che causa rallentamenti e code nelle ore di traffico.
Appena oltre il ponte inizia il secondo tratto di strada classificato come strada extraurbana principale, a due corsie per senso di marcia, che giunge sino a Bagnolo Cremasco, al confine con Crema. I primi 3 km sono stati realizzati in variante, completamente ex-novo, evitando così l'attraversamento del centro abitato di Spino d'Adda, mentre i successivi 11 km sono il risultato di una riqualificazione della sede stradale originaria. In questo tratto sono cinque gli svincoli di collegamento alle strade complanari e alla rete viaria locale, che consente di raggiungere i comuni di Spino d'Adda, Boffalora d'Adda, Pandino, Dovera, Palazzo Pignano, Monte Cremasco, Vaiano Cremasco e Bagnolo Cremasco. In corrispondenza dello svincolo di Dovera si interseca l'ex strada statale 472 Bergamina che connette Lodi a Treviglio.

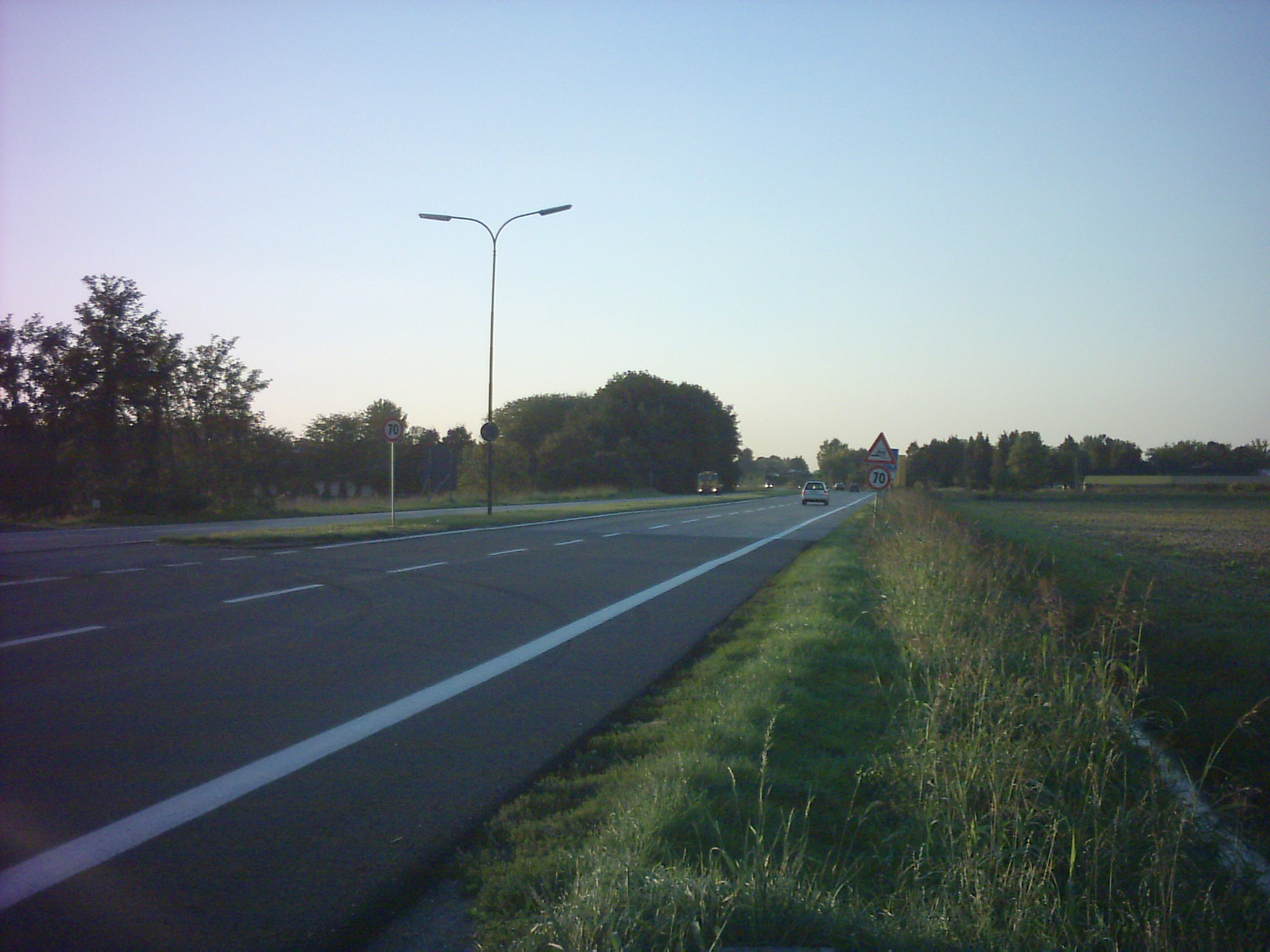
La carreggiata in direzione Milano, a 2 km da Cremona

A valle dell'uscita per Bagnolo Cremasco, ha inizio il tratto di variante a traffico veloce (7 km) che aggira la città da sud (noto come tangenziale di Crema) inaugurato nel 1994. Attraverso cinque svincoli, questa tangenziale permette il raggiungimento dei comuni di Chieve (intersezione con la ex SS 235 di Orzinuovi), Capergnanica, Credera-Rubbiano, Montodine e Ripalta Cremasca (intersezione con la ex SS 591 Cremasca), e termina con una grande rotatoria (il rondò Ca' delle Mosche) innestandosi sul tracciato originale.
Si passa poi per Madignano (che è l'unico attraversamento urbano vero e proprio in tutto lo sviluppo della strada, con conseguente abbassamento del limite di velocità) e per Castelleone, grossa borgata industriale, tradizionalmente al confine tra la zona cremasca e il territorio cremonese propriamente detto. Da Castelleone sino a Costa Sant'Abramo (23 km) la strada assume aspetto moderno, con curve ad ampio raggio, intersezioni a livelli sfalsati, corsie di accelerazione e decelerazione per l'ingresso e l'uscita dei veicoli e nessun attraversamento di aree urbane.
L'ultimo tronco (5 km) in direzione di Cremona è caratterizzato da alcune rotatorie di interscambio con la viabilità secondaria; in località San Predengo (comune di Cremona) la strada diviene a carreggiata doppia.
All'ingresso in città, la Paullese interseca, con una grande rotatoria, via Seminario (nota ai cremonesi come la tangenziale e che costituisce un tratto urbano della ex strada statale 10 Padana Inferiore), proseguendo poi al di là di essa in un quartiere residenziale, con il nome di via Castelleone, sino a innestarsi in via Bergamo.

## Denominazioni locali
I cremonesi sono soliti riferirsi alla Paullese (o almeno al suo tratto terminale, da Castelleone a Cremona) con il nome di strada Castelleonese. In realtà Castelleonese o via Castelleone era la denominazione dell'antica strada (di probabile origine medievale) che collegava Cremona a Castelleone, passando per San Predengo, Costa Sant'Abramo, Farfengo, Santa Maria dei Sabbioni e Corte Madama. Questo percorso coincide solo parzialmente con quello della moderna Paullese: da San Predengo, frazione di Cremona, sino a Farfengo, il vecchio tracciato della via Castelleone esiste ancora, e si mantiene contiguo alla Paullese. Parte di esso è strada comunale, quindi aperta al traffico, sebbene poco utilizzata; parte è invece caduto in disuso ed è divenuto, con il passare degli anni, semplice strada di campagna ad uso agricolo.
Da Milano fino a Spino, corre quasi parallela, ma intersecando tutti i centri abitati, la paullese vecchia, strada esistente prima della statale, necessaria per raggiungere Paullo, Milano Rogoredo o oltrepassare l'Adda nei pressi di Spino. Questa strada è una provinciale finché rimane nel milanese, da viale Forlanini fino a Paullo e interseca la nuova paullese a Pantigliate, a Bisnate (comune di Zelo Buon Persico) per poi riconfluire prima del ponte sull'Adda.

## Riferimenti nella cultura di massa
Nella canzone Quelle radio di Fabri Fibra la strada viene citata nel testo: «Il lavoro di un anno contro quello di un mese
è come quello di un camion, in contromano sulla Paullese»
Un'altra citazione si trova nel singolo Tre paperelle di J Ax: "... E questo è un film con produttore pappone, come in Paullese col bidone".